# Patrick M’Boma
Henri Patrick M'Boma Dem, známý jako Patrick M’Boma (* 15. listopadu 1970 Douala) je bývalý kamerunský fotbalový útočník.
Hrál ve Francii, Itálii, Japonsku, Anglii a Libyi.
S kamerunskou reprezentací dvakrát vyhrál mistrovství Afriky (Africký pohár národů), a to v letech 2000 a 2002, kdy se zároveň stal nejlepším střelcem turnaje. Je též držitel zlaté medaile z olympijských her 2000. Zúčastnil se dvou mistrovství světa (1998, 2002). Za Kamerun odehrál 57 mezistátních zápasů, v nichž vstřelil 33 gólů. V roce 2000 byl vyhlášen nejlepším fotbalistou Afriky v anketě Africké fotbalové asociace, ve stejném roce získal stejné ocenění v konkurenční anketě BBC. V roce 1997 byl nejlepším střelcem japonské ligy, jako hráč Gamba Osaka. S klubem Paris Saint-Germain FC získal v sezóně 1994/95 francouzský fotbalový pohár, s AC Parma v sezóně 2001/02 pohár italský, a s Tokyo Verdy roku 2004 pohár japonský.